# Sèseli
Sèseli, Seseli, és un gènere de plantes amb flors apiàcies. Conté 48 espècies acceptades. Són originàries de les regions temperades d'ambdós hemisferis. El centre principal del gènere és la regió euro-siberiana.
Als Països Catalans es presenten les espècies següents: Seseli peucedanoides, S.libanotis, S.elatum, S. tortuosum, S. annum, S. farrenyi i S. montanum.

## Descripció
Són herbàcies perennes. Les tiges resenten restes fibroses de les fulles velles. Les fulles són 2-3 pinnatisectes, les basals peciolades, les caulinars sentades. Fruit ovoides.

## Taxonomia
El gènere va ser descrit per Linnaeus i publicat a Species Plantarum 1: 259. 1753. L'espècie tipus és: Seseli tortuosum L.
- Seseli abolinii
- Seseli acaulis
- Seseli aegopodium
- Seseli aemulans
- Seseli albescens
- Seseli alboalatum
- Seseli alexeenkoi
- Seseli algens
- Seseli alpinum
- Seseli altissimum
- Seseli ammi
- Seseli ammoides
- Seseli amnoides
- Seseli amomum
- Seseli andronakii
- Seseli annum
- Seseli annuum
- Seseli arenarium
- Seseli aroanicum
- Seseli articulatum
- Seseli asperulum
- Seseli athamantha
- Seseli athamanthoides
- Seseli athamantoides
- Seseli atlanticum
- Seseli austriacum
- Seseli bienne
- Seseli bocconei
- Seseli bocconi
- Seseli bosnense
- Seseli buchtormense
- Seseli bulgaricum
- Seseli caespitosum
- Seseli caffrum
- Seseli campestre
- Seseli cantabrica
- Seseli cantabricum
- Seseli carum
- Seseli carvi
- Seseli carvifolia
- Seseli carvifolium
- Seseli chaerophylloides
- Seseli cinereum
- Seseli coloratum
- Seseli condensatum
- Seseli coreanum
- Seseli coronatum
- Seseli corsicum
- Seseli creticum
- Seseli crithmifolium
- Seseli cuneifolium
- Seseli curvifolium
- Seseli cyclolobum
- Seseli daucifolium
- Seseli decipiens
- Seseli defoliatum
- Seseli degenii
- Seseli delavayi
- Seseli depressum
- Seseli desertorum
- Seseli devenyense
- Seseli dichotomum
- Seseli diffusum
- Seseli dioicum
- Seseli divaricatum
- Seseli djianeae
- Seseli dolichostyla
- Seseli dubium
- Seseli elatum
- Seseli elegans
- Seseli eriocarpum
- Seseli eriocephalum
- Seseli eryngioides
- Seseli falcaria
- Seseli farrenyi
- Seseli fasciculatum
- Seseli fedtschenkoanum
- Seseli ferulaceum
- Seseli ferulaefolium
- Seseli floribundum
- Seseli foeniculifolium
- Seseli foeniculum
- Seseli foliosum
- Seseli fragile
- Seseli galloprovinciale
- Seseli giraldii
- Seseli glabratum
- Seseli glaucescens
- Seseli glaucum
- Seseli globiferum
- Seseli gouani
- Seseli gouanii
- Seseli gracile
- Seseli granatense
- Seseli grandivittatum
- Seseli graveolens
- Seseli grubovii
- Seseli gummiferum
- Seseli hallii
- Seseli hartvigii
- Seseli harveyanum
- Seseli harveyanus
- Seseli haussknechtii
- Seseli hercegovinum
- Seseli heterophyllum
- Seseli hippomarathrum
- Seseli hypoleucum
- Seseli hyppomarathrum
- Seseli inaequale
- Seseli indicum
- Seseli intermedium
- Seseli intramongolicum
- Seseli intricatum
- Seseli inundatum
- Seseli irramosum
- Seseli jinanense
- Seseli jomuticum

- Seseli junceum
- Seseli karateginum
- Seseli korshynskyi
- Seseli krylovii
- Seseli laserpitifolium
- Seseli laticalycinum
- Seseli ledebouri
- Seseli ledebourii
- Seseli lehmannii
- Seseli leucospermum
- Seseli libanotis
- Seseli littoraee
- Seseli longifolium
- Seseli lucanum
- Seseli luteolum
- Seseli macedonicum
- Seseli macrophyllum
- Seseli mairei
- Seseli malyi
- Seseli marginatum
- Seseli massiliense
- Seseli mathioli
- Seseli mazzocchii-alemannii
- Seseli meum
- Seseli mironovii
- Seseli monstrosa
- Seseli monstrosum
- Seseli montanum
- Seseli montanun
- Seseli mucronatum
- Seseli multicaule
- Seseli nanum
- Seseli natalense
- Seseli nodiflorum
- Seseli nortonii
- Seseli nuttalli
- Seseli nuttallii
- Seseli olivieri
- Seseli osseum
- Seseli pallasii
- Seseli parnassicum
- Seseli patens
- Seseli pauciradiatum
- Seseli peixoteanum
- Seseli pelliotii
- Seseli pencanum
- Seseli petraeum
- Seseli petrosciadium
- Seseli peucedanifolium
- Seseli peucedanoides
- Seseli pimpinelloides
- Seseli piperitum
- Seseli platyphyllum
- Seseli podlechii
- Seseli polyphyllum
- Seseli ponticum
- Seseli praecox
- Seseli pratense
- Seseli proliferum
- Seseli promonense
- Seseli puberulum
- Seseli pubicarpum
- Seseli pumilum
- Seseli purpureo-vaginatum
- Seseli purpureum
- Seseli pusillum
- Seseli pyrenaeum
- Seseli pyrenaicum
- Seseli ramosissimum
- Seseli reichenbachii
- Seseli resinosum
- Seseli rhodopeum
- Seseli rigidum
- Seseli royredanum
- Seseli rubellum
- Seseli sandbergiae
- Seseli saxifragum
- Seseli schrenkianum
- Seseli scopulorum
- Seseli selinoides
- Seseli seseloides
- Seseli sessiliflorum
- Seseli siamensis
- Seseli siamicum
- Seseli sibiricum
- Seseli sibthorpii
- Seseli sondorii
- Seseli splendens
- Seseli squarrulosum
- Seseli strictum
- Seseli tachiroei
- Seseli talassicum
- Seseli tenuifolium
- Seseli tenuisectum
- Seseli tomentosum
- Seseli tommasinii
- Seseli tortuosum
- Seseli transcaucasicum
- Seseli trilobum
- Seseli triternatum
- Seseli tschuiliense
- Seseli turbith
- Seseli valentinae
- Seseli validum
- Seseli varium
- Seseli vayredanum
- Seseli venosum
- Seseli verticillatum
- Seseli veyredanum
- Seseli viarum
- Seseli virescens
- Seseli vulgare
- Seseli wannienchun
- Seseli wawrae
- Seseli webbi
- Seseli webbii
- Seseli yunnanense